# すき/きづいてよ
「すき/きづいてよ」は、1994年11月4日にリリースされたDREAMS COME TRUEの16thシングル（両A面シングル）。約1年ぶりの8cmシングルとなった。

## 収録曲
1. すき [3:39]
作詞・作曲：吉田美和 / 編曲：中村正人
  - 後に英語版の「SUKI」として、映画『7月7日、晴れ』挿入歌となり、『7月7日、晴れ サウンドトラック』に収録。
  - 1994年のNHK紅白歌合戦にて、『WINTER SONG』とともに披露された。
  - ミュージックビデオが作られ、映画『スワン・プリンセス/白鳥の湖』の日本公開の際に限定上映された[1]。
2. きづいてよ [4:23]
作詞：吉田美和 / 作曲・編曲：中村正人

## 収録アルバム
すき
- DELICIOUS (1995年3月25日、ALBUM VERSION)
- BEST OF DREAMS COME TRUE (1997年10月1日、非公式アルバム)
- DREAMS COME TRUE GREATEST HITS "THE SOUL" (2000年2月14日、ALBUM VERSION)
- DREAMAGE-DREAMS COME TRUE “LOVE BALLAD COLLECTION” (2003年12月17日、single version)
- DREAMS COME TRUE THE BEST! 私のドリカム (2015年7月7日)

きづいてよ
- DELICIOUS (1995年3月25日、ALBUM VERSION)

## カバー
| アーティスト | 発売日        | 備考                    |
| すき         | すき          | すき                    |
| ------------ | ------------- | ----------------------- |
| mink         | 2005年8月3日  | アルバム『mink』収録    |
| Crystal Kay  | 2008年7月16日 | シングル「ONE」収録     |
| JUJU         | 2010年9月29日 | アルバム『Request』収録 |